# QABニュース
『QABニュース』（キューエービーニュース）は、琉球朝日放送で放送されているローカルニュース番組（スポットニュース）である。

## 放送時間
- 月曜日 - 金曜日 11:42 - 11:45 
  - 『ワイド!スクランブル』内の「OH!天気」枠を差し替え
- 月曜日・木曜日 19:54 - 20:00
  - ただし、20時を跨ぐ単発特別番組やスポーツ中継がある日には放送休止になる。2000年4月3日に『ニュースステーション』の放送開始時刻が21:54に繰り上がるまでは、20:54 - 21:00に放送されていた。

## 担当アナウンサー
- シフト勤務
  - この他、山内佑利子（フリーアナウンサー）や長嶺花菜（モデル・タレント。2012年ミス・ユニバース・ジャパン沖縄代表）も週末の一部時間帯を担当している。